# Chrysiridia rhipheus

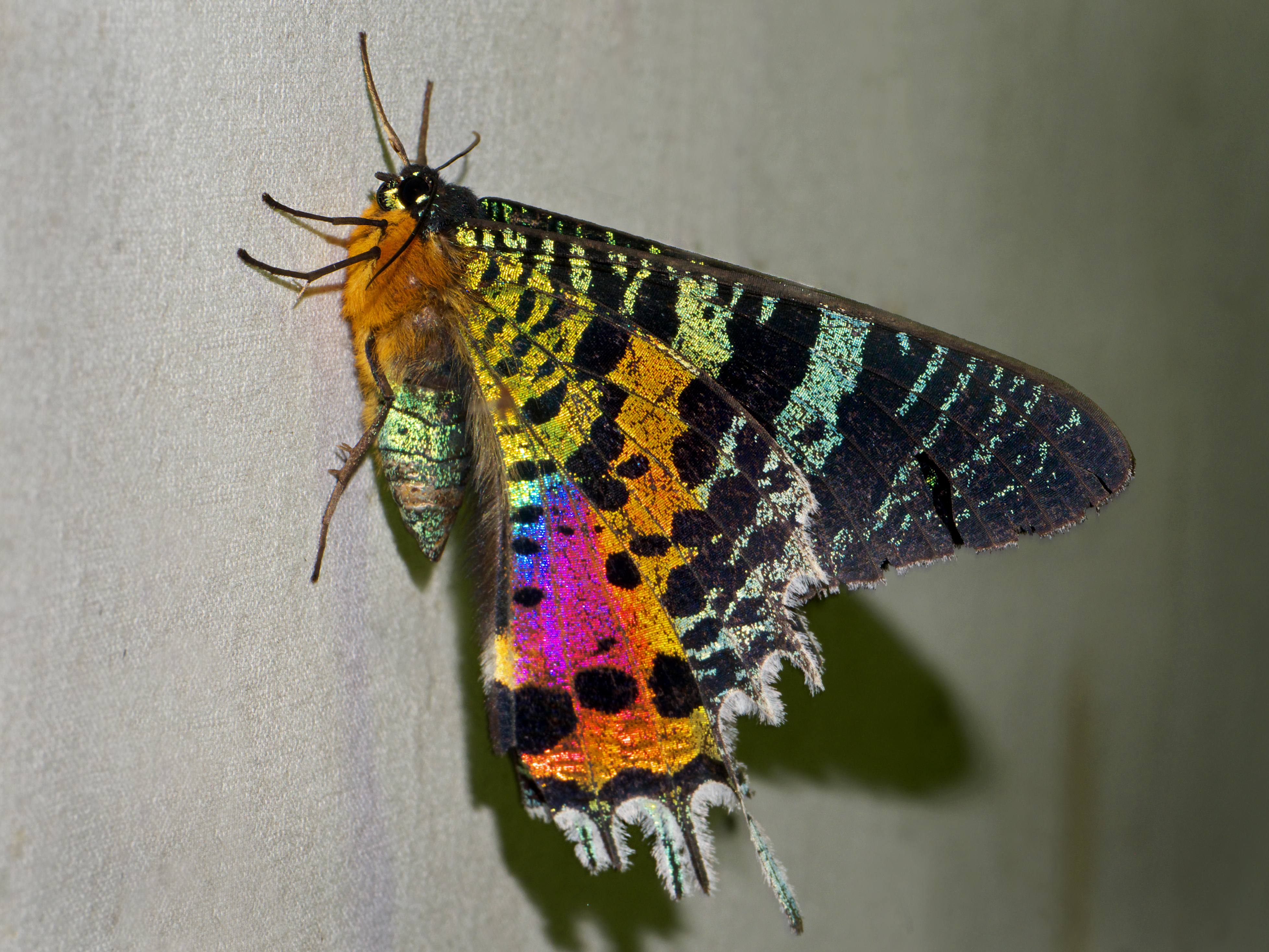
Unterseite

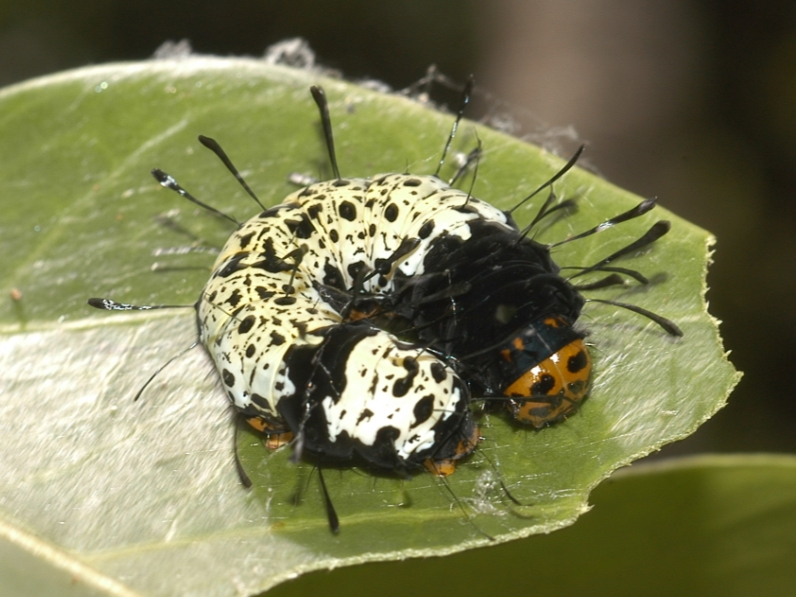
Raupe

Chrysiridia rhipheus, zuweilen auch als „Regenbogenfalter“ oder „Madagaskar-Sonnenuntergangs-Motte“ bezeichnet, ist ein endemisch auf Madagaskar vorkommender Schmetterling (Nachtfalter) aus der Überfamilie der Geometroidea.

## Taxonomie
Da die Falter überwiegend am Tage fliegen und an den Hinterflügeln mit Schwänzchen versehen sind, nahm der Erstbeschreiber Dru Drury im Jahr 1773 an, es handele sich bei der Art um einen Vertreter der Tagfalter-Gattung Papilio und nannte sie Papilio rhipheus. Erst Jacob Hübner stellte die Art 1823 zu den Nachtfaltern und gab ihr den heute verwendeten Namen Chrysiridia rhipheus. Es existieren außerdem einige Junior-Synonyme, dazu zählen: Urania druryi, Urania papageno, Urania rhipheus, Urania ripheus und Chrysiridia madagascariensis.

## Merkmale

### Falter
Die Flügelspannweite der Falter beträgt 70 bis 90 Millimeter. Die Grundfarbe der Flügel ist tiefschwarz und auf der Vorderflügeloberseite von stark irisierenden, meist grünlich-bräunlich glänzenden Streifen durchzogen. Die Hinterflügeloberseite schimmert in sämtlichen Tönen, die das Farbspektrum enthält, im Besonderen nahe dem Analwinkel. Diese Farbgebung erscheint nicht aufgrund einer Pigmentierung, sondern wegen der besonderen Oberflächenstruktur der Flügelschuppen, durch die das Licht auf unterschiedlichste Weise gebrochen wird. Die Falter zählen dadurch zu den Buntesten unter allen Schmetterlingen. Der Hinterflügelaußenrand ist mit sechs, unterschiedlich langen, weiß gefransten Schwänzchen versehen. Die Flügelunterseiten ähneln in der Zeichnung und Farbgebung den Oberseiten, tendieren jedoch je nach Lichteinfall stärker zu türkis- und orangefarbenen Tönungen.

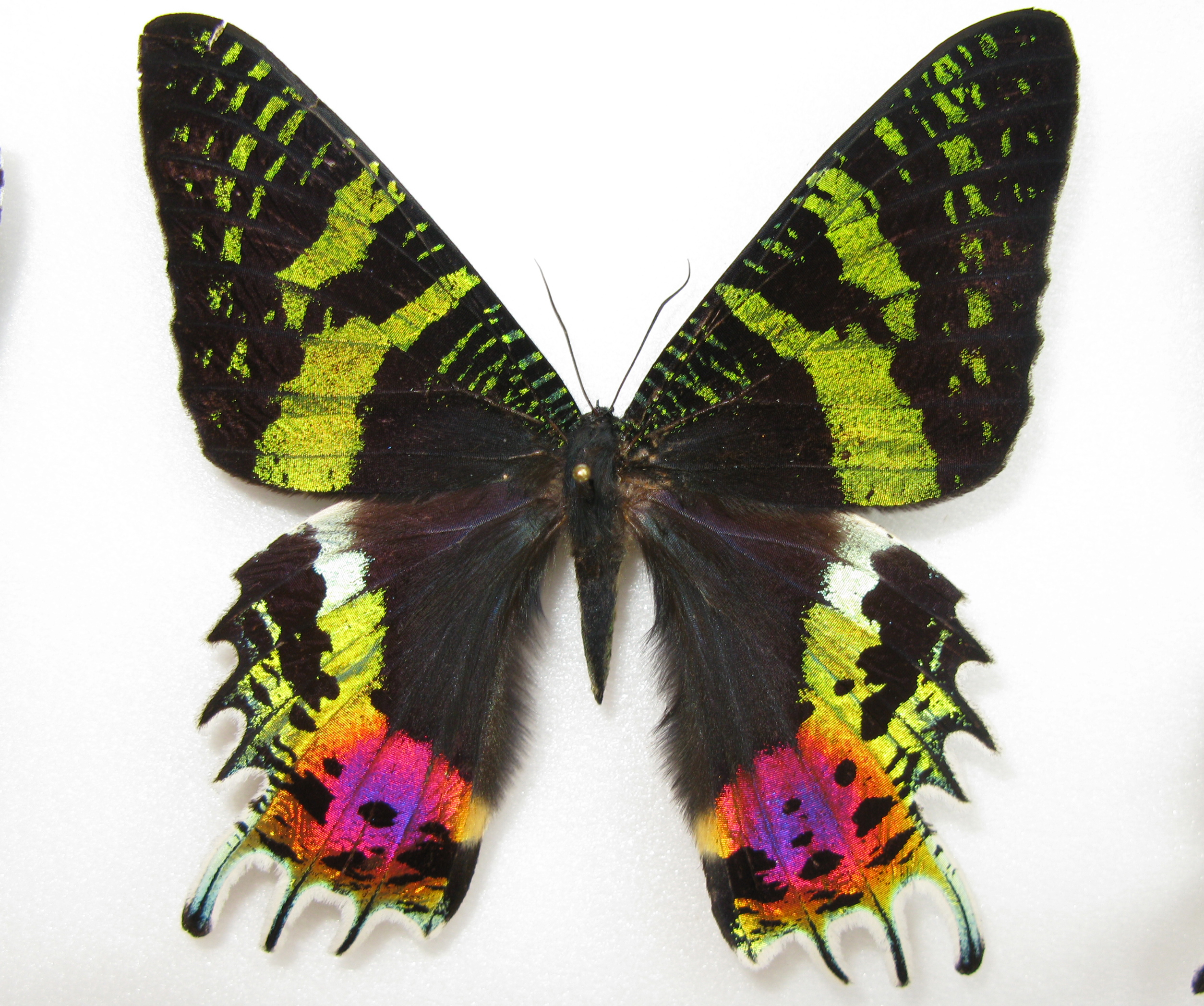
Oberseite (Präparat)
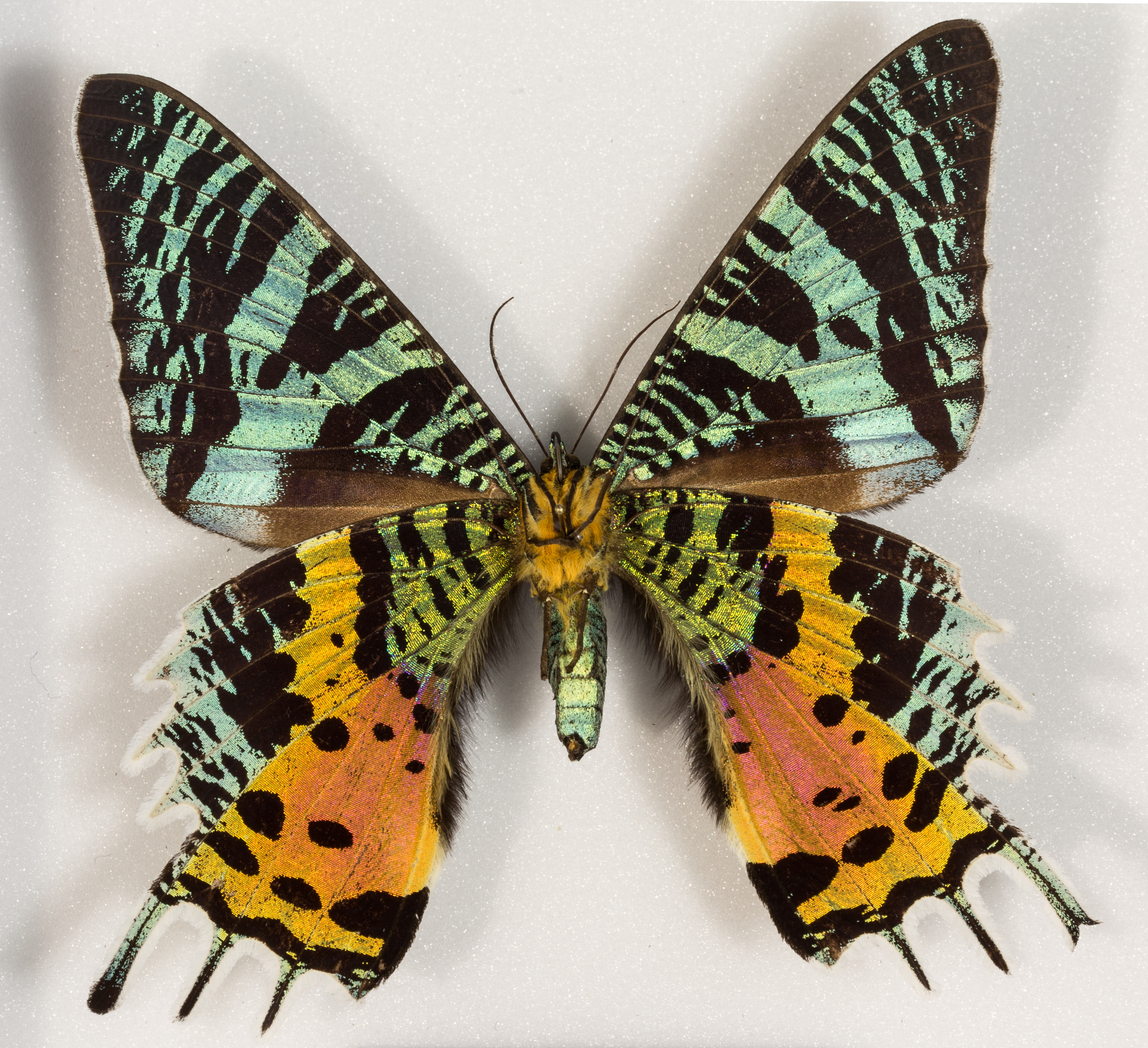
Unterseite (Präparat)

### Raupe
Die Raupe hat eine cremeweiße Farbe, ist hinter dem Kopf schwarz und am übrigen Körper mehr oder weniger schwärzlich gefleckt. Die gesamte Körperoberfläche ist mit einzelnen, am Ende keulenförmig verdickten Borstenhaaren versehen. Vom braunen Kopf heben sich große schwarze Flecke ab.

## Verbreitung und Vorkommen
Die Art kommt ausschließlich auf der Insel Madagaskar verbreitet vor. Sie bewohnt dort bevorzugt tropische Wälder.

## Lebensweise
Die Falter von Chrysiridia rhipheus sind tagaktiv, fliegen bis zum Sonnenuntergang (englische Bezeichnung: Madagascan sunset moth oder Madagascar sunset moth) und haben eine polyvoltine Generationsfolge. Zuweilen fliegen sie weite Strecken, um neue Lebensräume zu erschließen. Die Raupen ernähren sich von den Blüten und Blättern der zu den Wolfsmilchgewächsen (Euphorbiaceae) zählenden Gattung Omphalea. Diese enthalten Giftstoffe, die in den Raupen, Puppen und Faltern gespeichert werden, wodurch sie für potentielle Fressfeinde ungenießbar werden. Die auffällige Färbung der Falter ist primär als Aposematismus zu verstehen.

## Gefährdung
Aufgrund der großen farblichen Attraktivität der Falter wurden diese zeitweise in erheblicher Anzahl von Sammlern und Händlern aus der Natur entnommen und waren dadurch in ihrem Bestand gefährdet. Nachdem der Handel mit der Art verboten wurde, erholten sich die Populationen wieder. Als neue Bedrohung erweist sich die Vernichtung ihres natürlichen Lebensraums (Tropische Wälder) durch Brandrodung oder Anlegung von Palmölplantagen.